# Fritz Riha
Fritz Rihacek (* 28. Dezember 1921 in Wien; † 17. Dezember 2016 ebenda) war ein Wiener Journalist, Kabarettist, Schriftsteller und Radio-Moderator, der unter seinem Künstlernamen Fritz Riha bekannt wurde.

Fritz Riha im Jahre 2010

## Leben
Fritz Riha absolvierte den Maturajahrgang 1941, anschließend musste er von 1941 bis 1945 zur deutschen Wehrmacht (von Stalingrad verwundet ausgeflogen), 1945 geriet er an der Westfront in amerikanische Kriegsgefangenschaft und kam erst 1946 wieder nach Wien. Von 1947 bis 1950 war Riha freiberuflicher Mitarbeiter bei den Zeitungen Bild-Telegraf und Neues Österreich (Lokalredaktion und Glossen über Politik & Gesellschaft), wo sich bereits sein Talent zur „spitzen Feder“ zeigte. Im Jahre 1950 begann seine Karriere als Kabarettist beim „Wiener Werkel“. Als er 1962 (Ende der letzten Tournee) nach Wien zurückkehrte, traf er zufällig einen alten Freund, der sofort eine neue Aufgabe für ihn bereithatte. So wurde er PR-Manager und Werbeleiter bei Almdudler-Klein (u. a. Betreuung von prominenten Gästen der Firma bei den Olympischen Winterspielen 1964 in der Axamer Lizum und bei der Internationalen Gartenschau im Donaupark). Daneben arbeitete er beim Österreichischen Rundfunk, wo er viele Sendungen schrieb und moderierte. 1971 wechselte er dann zum ARBÖ als Pressechef, wo er bis zu seiner Pensionierung 1981 blieb, als Berater in der Werbung war er aber noch bis 1991 tätig.
Nach der Heimkehr aus Stalingrad kam es 1943 zur Kriegsheirat mit Gertrude, daraus entsprangen zwei Töchter, zwei Enkeltöchter und vier Ur-Enkel; die erste Frau ist verstorben.
Bei einem Urlaubsaufenthalt in Wien im Jahre 1954 lernte er seine zukünftige zweite Frau Inge kennen († Juni 2012), die er zwei Jahre später – ebenfalls wieder in Wien – heiratete. Von da an begleitete sie ihn auf seinen Tourneen, auch noch, als der Sohn Manfred 1956 zur Welt kam. Die Familie war für ihn der Grund, das „Leben aus dem Koffer“ schließlich aufzugeben. Sohn Manfred Riha ist in die Fußstapfen seines Vaters getreten, er ist im Zweitberuf Radiokommentator bei Radio Arabella (Österreich und Süddeutschland). Manfreds Tochter ist die dritte Enkelin Fritz Rihas.
Fritz Riha verstarb am 17. Dezember 2016 im Pflegeheim Alsergrund kurz vor seinem 95. Geburtstag.
Er wurde am Wiener Zentralfriedhof bestattet.

## Künstlerische Laufbahn

Erstes Programm von 1950

### Kabarett „Wiener Werkel“ ab 1950
Im Jahre 1950 suchte Direktor Eduard Geiger vom Kabarett „Wiener Werkel“ einen Texter für das erste Programm der neuen Truppe. Er forderte den ihm durch seine Feuilletons aufgefallenen Fritz Riha auf, sich daran zu versuchen und dieser schrieb: „... so zwitschern die Jungen!“ Uraufführung war im Theater im Zentrum in der Liliengasse, 1953 wechselte man in den Schwechater Hof. Die jungen Kabarettisten von 1950 verstanden sich als Nachfolger des legendären gesellschaftskritisch-politischen Kabaretts „Wiener Werkel“ (1939–44), deshalb auch der Programmtitel, abgeleitet vom Sprichwort: „Wie die Alten sungen, so zwitschern die Jungen!“

Hofgartenspiele Annast 1953

14 Tage vor der Premiere fiel ein Schauspieler aus und Direktor Geiger bat Fritz Riha, einzuspringen. Das war gleichzeitig sein erster Bühnenauftritt überhaupt. Kollegen waren zu Beginn Elsie Kalista (später Soubrette an der Grazer Oper), Maria Kieslich, Ossy Kolmann und Bruno Dallansky; im Laufe der Zeit kamen Tilla Hohenfels, Carlo Böhm, Franziska Kalmar (Gattin von Fritz Muliar), Fred Weis, u. a. dazu. 1953 spielte die Truppe in München, wo sie ein anderes Wiener Ensemble ablösten – „Die kleinen Vier“ (Gunther Philipp, Peter Wehle, Fred Kraus und seine Gattin Hilde Berndt). Dieses Gastspiel war der Beginn einer 10-jährigen Tournee quer durch Deutschland, die Schweiz und Österreich, Fritz Riha schrieb dafür 14 abendfüllende Kabarettprogramme.
Spielorte waren in Österreich Wien (Etablissement Ronacher), Graz, Linz, Klagenfurt, Villach, Salzburg und Innsbruck, in Deutschland unter anderem Berlin (Tusculum), München (14-mal Hofgartenspiele Annast), Frankfurt am Main, Hamburg und Stuttgart, in der Schweiz Zürich und Basel.
Außerdem gab es über 30 Auftritte in Bädern und Kurorten, z. B. (Bad Oeynhausen, Bad Reichenhall, Bad Aibling); Rundfunkübertragungen des Programmes in Deutschland, 1955 einen Fernsehauftritt des Ensembles in der Schweiz und 1957 in Deutschland bei der ARD unter Federführung des Südwestfunk.
1962 nahm er Abschied vom „Wiener Werkel“ und kehrte nach Wien zurück.
Sein Nachfolger im verbliebenen „Wiener Werkel“-Ensemble mit Fred Weis und Tilla Hohenfels war Felix Dvorak.

### Das Programm
Die mit typischem „Wiener Schmäh“ und in Wienerischer Mundart vorgetragenen Sketches und Gesangsnummern waren das Kennzeichen der Truppe. Die Spezialität von Fritz Riha war der fürs Erste harmlos klingende, aber satirisch und boshaft-charmant die großen und kleinen Schwächen der „Leut' wie du und ich“ aufzeigende Text.
„Vor allem muß Fritz Riha hier rühmend genannt werden. Die Verwechslungskomödie auf dem Rennplatz, die Geschichte vom plusquamperfekten Ober, der alles voraus weiß, sind Großtaten der Kleinkunst, die auf Riha als einfallsreichen Kabarettautor und vielseitigen Darsteller […] aufmerksam machen.“
„Das Geheimnis dieses amüsanten Ensembles liegt in der glücklichen Verbindung von spritzigen, treffsicheren Texten – Fritz Riha schreibt sie immer selbst – und einer ganz exakten, feindosierten Regie, […]“
„Fritz Rihas vitale Männlichkeit wird nur noch von seinem Köpfchen übertroffen, das alle Wiener-Werkel-Texte scheinbar mühelos […] produziert.“
Zu seinen erfolgreichsten Nummern zählten „Graf Bobby und Graf Rudi“ (Faschingskrapfen 1957, A Brettl, a gführiger Schmäh 1958, Servus Berlin 1960 usw.), die Hamlet-Parodie „Sag es mit Shakespeare“ (Hereinspaziert 1961, Capriolen 1961), mit dem großen Finale im Frack à la „Fledermaus“ (“Morden im 3/4 Takt”):
„Duidu, duidu, Prost auf ein Glaserl Wein, – duidu, duidu, ein Tröpferl Gift hinein,
duidu, duidu, kann denn was schöner sein, – duidu, duidu-duidu, duidu, Leutln, so samma halt,
ob’s jetzt dem Shakespeare g’fallt, is’ halb so wild, denn bei uns wird der Hamlet so g’spielt.“
und die Serie „Im Stammcafé“ (Woher nehmen und nicht stehlen 1962), wo die Stammgäste Abeles (Weis) und Epstein (Riha) diskutieren:
Epstein zu Abeles: „Wann Sie der Moses noch gesehen hätt’, er hätt’ ein elftes Gebot erlassen: ‚Du sollst nicht ausschauen wie der Abeles!‘“

### Radio ab 1962
Folgende Radiosendungen im Radio Wien – vor Publikum und live übertragen – schrieb und moderierte Riha (Mitwirkende waren u. a. Maxi Böhm, Fritz Muliar, Ossy Kolmann, Guido Wieland, Helli Servi, Brigitte Neumeister, Günther Frank, Walter Niesner und Kurt Sobotka), musikalische Begleiter waren Herbert Seiter und Norbert Pawlicki.
- 400 Folgen „Im Konzertcafé“: Fritz Riha stellte Leben und Musik verschiedener Komponisten vor, abwechselnd vorgebracht von den Orchestern Franz Zellwecker und Heinz Sandauer;
- 300 Folgen „Österreicher über Österreich“: Interviews mit Prominenten, wie Bundespräsident Rudolf Kirchschläger, Gewerkschaftspräsident Anton Benya oder dem Verhaltensforscher Prof. Otto Koenig – die „Familie Österreicher“ (Wieland-Servi-Riha) kommentierte in heiterer Form die Gespräche;
- 300 Folgen „Verachtet mir die Meister nicht“: hier stellte er verschiedene handwerkliche Berufssparten vor und ließ sie von den „Fachleuten“ Neumeister-Frank-Riha ebenfalls spitzzüngig begutachten;
- acht Jahre lang spielte er mit Ossy Kolmann in der Sendung „Autofahrer unterwegs“ im Sketch „Der Herr Montag“ den Oberkellner.[16]

### Lebensmotto
„Es ist ein erhebendes Gefühl, ein Genie zu sein – und es als einziger zu wissen!“ (MARK TWAIN)
„Ich spiel' nur mehr selbstverfasste Texte – Geistreiches liegt mir nicht!“ (FRITZ RIHA)

## Auszeichnungen
- Goldenes Verdienstzeichen der Republik Österreich am 18. Oktober 1979
- Berufstitel Professor verliehen am 14. September 1983
- Silbernes Ehrenzeichen für Verdienste um das Land Wien am 19. Mai 1992

Fritz Rihas Schlaraffen-Wappen

## Werke
- Fritz Riha (Hrsg.): Graf Bobby Witze. Schuler-Verlag, Stuttgart 1963, 3 Auflagen, 52 Seiten.
- Fritz Riha: Das alte Wiener Caféhaus. Festungsverlag, Salzburg 1967, 227 Seiten.[17]